# یواس‌اس انرژی (ای‌ام-۴۳۶)
یواس‌اس انرژی (ای‌ام-۴۳۶) (به انگلیسی: USS Energy (AM-436)) یک کشتی بود که طول آن ۱۷۲ فوت (۵۲ متر) بود. این کشتی در سال ۱۹۵۳ ساخته شد.